# ガリンディア語
ガリンディア語（ガリンディアご）は、インド・ヨーロッパ語族のバルト語派に属する言語。現在は死語となっている。古プロイセン語と類似した言語と考えられている。書かれたものは残っていない。